# Charles Wysocki
Charles M. Wysocki, Jr. (16 de noviembre de 1928 - 29 de julio de 2002) fue un pintor estadounidense cuyas obras ilustran el estilo de vida estadounidense de antaño. Mientras que algunos de sus trabajos muestran carruajes a motor, la mayoría describe la época de los carruajes a caballo.

## Biografía
Charles M. Wysocki, Jr. nació en Detroit, Michigan, hijo de Charles M. Wysocki y Mary K. Wysocki. Su padre había nacido en Polonia, mientras que su madre había nacido en Kansas hija de inmigrantes polacos.
Estudió arte en la Cass Technical High School. En 1950, mientras trabajaba en un estudio de arte local, fue reclutado por la armada estadounidense y pasó dos años en Alemania del Oeste. Después del servicio asistió al Art Center College of Design de Los Ángeles bajo la G.I. Bill, donde estudió para ser ilustrador comercial. Después de trabajar como ilustrador durante cuatro años en Detroit, regresó a Los Ángeles donde contribuyó para formar una agencia de publicidad freelance.
En 1960 conoció a Elizabeth G. Lawrence, una estudiante de arte graduada de la UCLA, con quien se casó el 29 de julio de ese año en Los Ángeles. A través de su esposa, cuya familia era tradicionalmente pobladora del Valle de San Fernando, Wysocki comenzó a apreciar la simpleza de la vida rural en comparación con la de la gran ciudad. Juntos hicieron varios viajes a Nueva Inglaterra, lo que ayudó a nutrir su interés por el arte folclórico estadounidense. Por un tiempo continuó ganándose la vida con su trabajo dentro del arte comercial mientras que durante su tiempo libre desarrollaba su arte añejo. Finalmente, dedicó toda su atención a ese nuevo interés. Su trabajo fue comercializado y registrado por AMCAL, Inc. y por un tiempo por Greenwich Workshop, Ltd.
Entre sus libros publicados está An American Celebration: The Art of Charles Wysocki. Entre su colección de gatos se encuentra Frederick the Literate, un gato atigrado dormido en una estantería para libros. Su trabajo ha sido calificado por Publishers Weekly como «arte naíf faux».
Falleció en su residencia de Joshua Tree, California. Le sobrevivió su esposa y tres hijos.